# Żłoby (polana)
Żłoby – polana w Beskidzie Małym, na południowo-zachodnim grzbiecie Wielkiej Cisowej Grapy. Grzbiet ten oddziela dolinę Kocierzanki od doliny Isepnicy. Żłoby znajdują się na szczycie wierzchołka 625 m, między Starym Groniem (550 m) a Kościelcem (735 m).
Przez polanę Żłoby prowadzi szlak turystyki pieszej. Na polanie poniżej szlaku znajduje się źródło. Z polany widoki na Babią Górę i wyższe szczyty Beskidu Żywieckiego. Dawniej na grzbiecie Starego Gronia i położonego nad nim wierzchołka 625 m było wiele polan, a na nich znajdowały się budynki pasterskie używane podczas sianokosów. Podczas II wojny światowej Niemcy spalili je, gdyż były wykorzystywane przez partyzantów. Nieużytkowane polany z czasem zarosły lasem. Ostała się jeszcze polana Żłoby na wierzchołku 625 m i polana Ogród na Starym Groniu.
Administracyjnie polana należy do Oczkowa – najbardziej na północ wysuniętej dzielnicy miasta Żywiec.
Szlaki turystyczne
 Międzybrodzie Żywieckie – Rozstaje pod Kościelcem – Stary Groń – Żywiec (pomnik ofiar wypadku autobusowego).